# 克羅溫萊克鎮區 (明尼蘇達州哈伯德縣)
克羅溫萊克鎮區（英語：Crow Wing Lake Township）是位於美國明尼蘇達州哈伯德縣的一個行政鎮區。

## 地方資料
克羅溫萊克鎮區的面積為91.42平方千米，當中陸地面積為76.93平方千米，而水域面積為14.49平方千米。根據2020年美國人口普查的數據，當地共有人口358人，而人口密度為每平方千米3.92人。